# Heidals kommun
Heidals kommun (norska: Heidal kommune) var en kommun i Oppland fylke i Norge. Kommunen omfattade den sydvästra delen av nuvarande Sels kommun (ett område kring dalen Heidal). Tätorten Bjølstad utgjorde kommunens centralort.

## Administrativ historik
Heidals kommun upprättades den 1 januari 1908 genom utbrytning ur Vågå kommun. Kommunen hade 1 241 invånare vid upprättandet.
Den 1 januari 1965 gick kommunen upp i Sels kommun. Kommunens hade då 1 731 invånare.